# Miguel Heidemann
Miguel Heidemann (født 27. januar 1998 i Trier) er en cykelrytter fra Tyskland.